# انتخابات مجلس افغانستان (۱۳۸۹)
انتخابات مجلس نمایندگان افغانستان دومین انتخابات اعضای ولسی جرگه بود که در ۲۷ سنبلهٔ ۱۳۸۹ انجام شد. نتایج نهایی این انتخابات ۳۱ اکتبر اعلام شد.
کمیسیون مستقل انتخابات افغانستان مطابق به ماده ۱۵۶ قانون اساسی افغانستان بخاطر کنترل و نظارت روی انتخابات تشکیل شد که بنابر مسائل امنیتی و خاص، تاریخ رای‌گیری را از ۲۲ مه ۲۰۱۰ به تعویق انداخت. بعدها حتی تعویقی بیشتر از این نیز از سوی سازمان ملل متحد پیشنهاد شده بود. طبق آمار سازمان ملل متحد، از ۲۸ میلیون جمعیت افغانستان حدود ۱۲ میلیون واجد شرایط رأی‌دهی می‌باشند که تنها ۴۰ درصد از این تعداد در رأی‌گیری شرکت کردند.
انتخابات در شرایطی ناامن انجام شد و ده‌ها نفر در روز انتخابات به شمول سربازان ارتش کشته شدند. پیش از شروع انتخابات نیز ده‌ها نفر از سوی طالبان به جرم شرکت یا سهم داشتن در انتخابات کشته یا ربوده شدند. در ۱۷ سپتامبر ۲۰۱۰، ۸ کارمند کمیسیون انتخابات و ۱۰ نفر از اعضای ستاد انتخاباتی به دست طالبان ربوده شدند. دولت افغانستان به بیش از ۳۰۰هزار نیروهای مسلح کشور در روز انتخابات حالت آماده‌باش کامل اعلام کرد و ناتو اعلام کرد که در صورت نیاز، صدوپنجاه هزار سرباز آن‌ها نیز در خدمت امنیت خواهد بود.

## مبارزات انتخاباتی
مبارزات انتخاباتی در ۲۳ ژوئن ۲۰۱۰ آغاز و در ۱۶ سپتامبر ختم گردید.
در ۲۳ ژوئن ۲۰۱۰، لیست کاملی از کاندیدان اعلام شد: ۲۵۷۷ کاندید که ۴۰۵ نفز از آن‌ها زن هستند.
در ۶ ژوئیه ۲۰۱۰، کمیسون شکایات انتخاباتی، اعلام کرد که ۳۶ نفر از کاندیدها را به دلیل فعالیت‌های شبه‌نظامی رد صلاحیت نموده‌است. اگرچه "زمانی که کوسه در اطراف شنا می‌کند، تورماهی، ماهی‌های کمی را می‌گیرد". سیما سمر، رئیس کمسیون مستقل حقوق بشر افغانستان، اعلام کرد که افراد بسیاری هنوز در لیست کاندیدان وجود دارند که جنگجویان و شبه‌نظامیان سابق هستند.

## امنیت
طالبان تهدید مستقیمی را به دولت افغانستان در مورد کاندیدان انتخاباتی، اعضای ولسی جرگه، کارمندان و تمامی کسانی که در این انتخابات شرکت می‌کنند ارائه کردند و قسم خوردند که مانع برگزاری این انتخابات در مناطق تحت کنترل خود شوند. سخنگوی طالبان ذبیح‌الله مجاهد در ۵ سپتامبر ۲۰۱۰ طی بیانیه‌ای به دولت افغانستان اعلام کرد:
ما از مردم می‌خواهیم که در این انتخابات شرکت نکنند. همه‌چیز و هرکسی که در این انتخابات سهیم باشد هدف حمله ما خواهد بود؛ کاندیدان، نیروهای امنیتی، مبارزان انتخاباتی، کارمندان انتخابات و تمام رای‌دهندگان.
در طول مبارزات انتخاباتی، سه کاندید کشته شدند در حالی که تلاش‌های زیادی نیز برای از بین بردن دیگر کاندیدها صورت گرفت. در محاسبه‌ای از سوی بنیاد مستقل انتخابات افغانستان بایگانی‌شده  در ۱ مارس ۲۰۱۶ توسط Wayback Machine، اعلام شد که ۱۱ کارگر انتخاباتی در ماه ژوئن کشته شدند.

## مراکز رأی‌دهی
در ۱۸ اوت، کمسیون مستقل انتخابات، اعلام کرد که تعداد ۵٬۸۹۷ مرکز رأی‌دهی را برای انتخابات آماده کرده‌است. این تعداد، ۹۳۸ عدد کمتر از تعدادی است که در نقشه اولیه (۶٬۸۳۵ مرکز) اشاره کرده بودند. کمیسیون اعلام کرد که کم شدن این تعداد به علت مشکلات امنیتی کشور بوده و به دلیل بیانیه ۵ سپتامبر طالبان، مراکز رأی دهی در نقاط بدون امنیت برقرار نخواهد شد. در ۸ سپتامبر، کمیسیون مستقل انتخاباتی، ۸۱ مرکز رأی‌دهی دیگر را در ولایت ننگرهار مسدود نمود که تعداد مراکز مسدود شده را به ۱٬۰۱۹ عدد رساند که ۱۵ درصد از تعداد اولیه آن می‌باشد.

## کاندیدان
تعداد ۲٬۵۸۴ کاندید در این انتخابات از ۳۴ ولایت ثبت نام کرده‌اند که همراه با یک حوزه انتخابیه برای قوم کوچی‌ها نیز می‌باشد. تعداد ۴۰۶ زن نفر از این تعداد زن می‌باشد. مطابق به گزارش بنیاد مستقل انتخابات افغانستان، تعداد بسیار زیادی از این کاندیدها صلاحیت کافی را به دلایل بی‌سوادی، نقض حقوق بشر، فعالیت‌های شبه‌نظامی و فعالیت‌های تبهکارانه، برای وارد شدن به ولسی جرگه ندارند.
اشخاص برجسته این دوره از انتخابات شامل: رمضان بشردوست، که در انتخابات ریاست جمهوری ۲۰۰۹ نیز شرکت کرده بود؛ یونس قانونی، رقیب حامد کرزی در انتخابات سال ۲۰۰۴ و سخنگوی فعلی  ولسی جرگه؛ شکریه بارکزی سخنگویی که ظاهراً از حقوق زنان حمایت می‌کند؛ و ملا عبدالسلام راکتی، جهادی سابق و یکی از اعضای سابق طالبان که شهرت خود را به خاطر مهارتش در پرتاب راکت (موشک) به سوی نیروهای شوروی سابق به دست آورد.
چندی دیگر از کاندیدها که بسیار جنجال‌برانگیز هستند و شبکه بی‌بی‌سی از آن‌ها به عنوان غیرعادی‌ترین شرکت‌کنندگان انتخاب یاد کرد. ضمیر کابلی هنرمند مسخره تلویزیون افغانستان، فریده ترانه برنده قدیمی برنامه ستاره افغان، برنامه‌ای برای پیدا کردن خواننده‌های جوان و نجیلا انجیلا کارمند قدیمی یک شرکت خصوصی که حال خود صاحب یک شرکت تدارکاتی دارای قراردادهای بسیار بزرگی از نیروهای بین‌المللی است، یا زندانی سابق گوانتانامو، عزت‌الله نصرت یار که قبلاً با طالبان همکاری می‌کرد و از سوی نیروهای آمریکایی زندانی شده بود، نمونه‌هایی از این افراد می‌باشند.
| آمار نهایی نامزدان انتخاباتی سراسر کشور | آمار نهایی نامزدان انتخاباتی سراسر کشور | آمار نهایی نامزدان انتخاباتی سراسر کشور | آمار نهایی نامزدان انتخاباتی سراسر کشور |
| توضیحات                                 | تعداد مجموعی                            | مردان                                   | زنان                                    |
| --------------------------------------- | --------------------------------------- | --------------------------------------- | --------------------------------------- |
| تعداد اصلی نامزدان۱ (پیش از رد صلاحیت): | ۲۵۷۷ نفر                                | ۲۱۷۱                                    | ۴۰۶                                     |
| تعداد نهایی نامزدان (بعد از رد صلاحیت): | ۲۵۲۹ نفر                                | ۲۱۲۳                                    | ۴۰۶                                     |
| تعداد کرسی‌های مجلس:                     | ۲۴۲ کرسی                                | ۱۷۵                                     | ۶۷                                      |
| ۱- بیشترین تعداد نامزدان ۲٬۵۸۴ بوده‌است. |                                         |                                         |                                         |

## جدول‌ها

آمار و نسبت تعداد نامزدان هر ولایت به کرسی‌ها

تعداد نامزدان شرکت‌کننده هر ولایت به همراه تعداد کرسی‌ها و شانس برنده شدن آنها.
| جدول تعداد نامزدان انتخابات پارلمانی ۲۰۱۰ افغانستان | جدول تعداد نامزدان انتخابات پارلمانی ۲۰۱۰ افغانستان | جدول تعداد نامزدان انتخابات پارلمانی ۲۰۱۰ افغانستان | جدول تعداد نامزدان انتخابات پارلمانی ۲۰۱۰ افغانستان |
| نام ولایت (استان) به ترتیب الفبا                    | مجموع نامزدان                                       | تعداد کرسی‌ها                                        | نسبت تعداد نامزدان به کرسی‌ها                        |
| --------------------------------------------------- | --------------------------------------------------- | --------------------------------------------------- | --------------------------------------------------- |
| ارزگان                                              | ۱۹                                                  | ۳                                                   | ۶٫۳                                                 |
| بادغیس                                              | ۴۰                                                  | ۴                                                   | ۱۰                                                  |
| بامیان                                              | ۴۳                                                  | ۴                                                   | ۱۰٫۸                                                |
| بغلان                                               | ۱۱۸                                                 | ۸                                                   | ۱۴٫۸                                                |
| بدخشان                                              | ۹۷                                                  | ۹                                                   | ۱۰٫۸                                                |
| بلخ                                                 | ۸۲                                                  | ۱۱                                                  | ۷٫۵                                                 |
| پروان                                               | ۵۸                                                  | ۴                                                   | ۱۴٫۵                                                |
| پکتیکا                                              | ۲۲                                                  | ۴                                                   | ۵٫۵                                                 |
| پکتیا                                               | ۵۸                                                  | ۵                                                   | ۱۱٫۶                                                |
| پنجشیر                                              | ۱۲                                                  | ۲                                                   | ۶                                                   |
| تخار                                                | ۹۴                                                  | ۹                                                   | ۱۰٫۴                                                |
| جوزجان                                              | ۴۷                                                  | ۵                                                   | ۹٫۴                                                 |
| خوست                                                | ۵۸                                                  | ۵                                                   | ۱۱٫۶                                                |
| دایکندی                                             | ۳۳                                                  | ۴                                                   | ۸٫۳                                                 |
| زابل                                                | ۱۶                                                  | ۳                                                   | ۵٫۳                                                 |
| سرپل                                                | ۴۵                                                  | ۵                                                   | ۹                                                   |
| سمنگان                                              | ۳۷                                                  | ۴                                                   | ۹٫۳                                                 |
| غزنی                                                | ۸۴                                                  | ۱۱                                                  | ۷٫۶                                                 |
| غور                                                 | ۴۰                                                  | ۶                                                   | ۶٫۷                                                 |
| فاریاب                                              | ۹۳                                                  | ۹                                                   | ۱۰٫۳                                                |
| فراه                                                | ۳۴                                                  | ۵                                                   | ۶٫۸                                                 |
| قندوز                                               | ۸۷                                                  | ۴                                                   | ۲۱٫۸                                                |
| قندهار                                              | ۵۰                                                  | ۱۱                                                  | ۴٫۵                                                 |
| کابل                                                | ۶۶۴                                                 | ۳۳                                                  | ۲۰٫۱                                                |
| کاپیسا                                              | ۳۸                                                  | ۴                                                   | ۹٫۵                                                 |
| کنر                                                 | ۲۷                                                  | ۴                                                   | ۶٫۸                                                 |
| کوچی‌ها                                              | ۵۲                                                  | ۱۰                                                  | ۵٫۲                                                 |
| لغمان                                               | ۵۹                                                  | ۴                                                   | ۱۴٫۸                                                |
| لوگر                                                | ۴۰                                                  | ۴                                                   | ۱۰                                                  |
| ننگرهار                                             | ۱۰۶                                                 | ۱۴                                                  | ۷٫۶                                                 |
| نورستان                                             | ۲۰                                                  | ۲                                                   | ۱۰                                                  |
| نیمروز                                              | ۱۳                                                  | ۲                                                   | ۶٫۵                                                 |
| وردک                                                | ۳۷                                                  | ۵                                                   | ۷٫۴                                                 |
| هلمند                                               | ۵۳                                                  | ۸                                                   | ۶٫۶                                                 |
| هرات                                                | ۱۵۳                                                 | ۱۷                                                  | ۹                                                   |

## خشونت‌ها و کشمکش‌ها

### تخطی‌های انتخاباتی
بنیاد آزاد و عادلانه انتخابات افغانستان اعلام کرد که در جریان دو ماه مبارزات انتخابات پارلمانی در افغانستان، صدها مورد تخطی را ثبت کرده‌است. همچنین کمیسیون انتخابات افغانستان تأیید کرده که «حلقاتی در داخل و خارج» از افغانستان، به منظور تقلب در انتخابات هفته آینده، برگه‌های جعلی رأی چاپ کرده‌اند. عبدالله عبدالله، رهبر ائتلاف مخالف دولت افغانستان که رقیب اصلی حامد کرزی در انتخابات سال ۲۰۰۹ بود، اعلام کرد که «صدها نگرانی» در مورد انتخابات وجود دارد و گفت که «انتخابات در فضایی صورت می‌گیرد که امنیت بدتر شده‌است» و هنوز هم امکان تقلب همانند انتخابات ریاست جمهوری افغانستان در سال ۲۰۰۹ وجود دارد. بسیاری از نامزدهای انتخاباتی که وظایف بزرگ دولتی دارند، از امکانات دولتی سوءاستفاده می‌کنند.

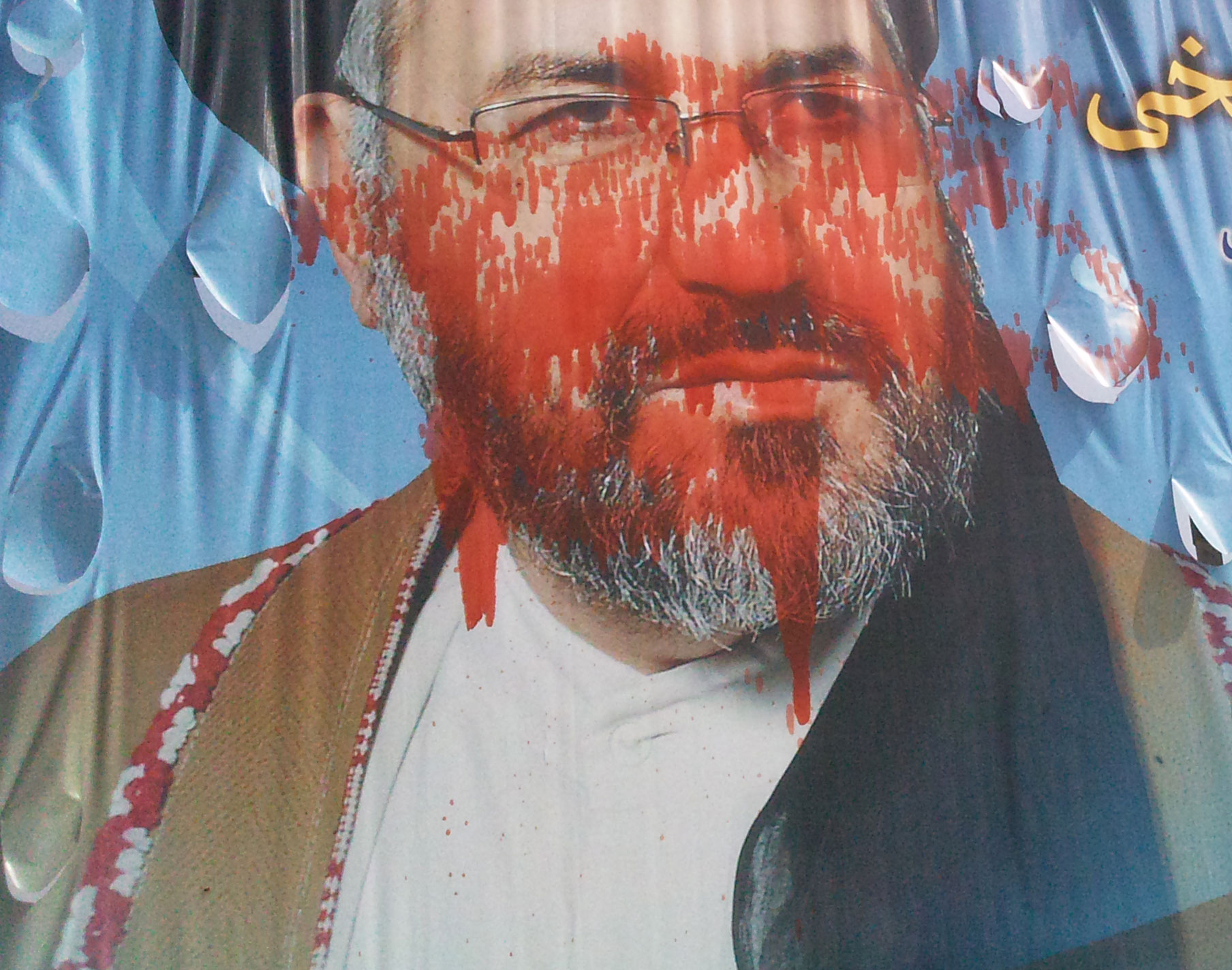
نمونه‌ای از توهین‌های مردم و نشان دادن خشم به عکس‌های کاندیدان انتخاباتی.

#### توهین‌های مردمی
توهین‌ها به نامزدان انتخابات از سوی مردم و عموماً طرفداران احزاب خاص انجام می‌شود. شهلا رشید، از نامزدهای انتخابات در ولایت کابل می‌گوید: «درست نیست که همه مسئولیت را تنها متوجه مخالفان مسلح کنیم. در مواردی، خود نامزدهای انتخابات، به ویژه برای نامزدهای زن مشکل ایجاد می‌کنند.» پاشیدن رنگ به عکس‌های انتخاباتی زنان و پاره کردن تصاویر آنها، در بسیاری از شهرهای افغانستان معمول است.

#### شعارهای تبلیغاتی
بسیاری از شعارهای تبلیغاتی استفاده شده از سوی کاندیدان معتبر نبودند. عده‌ای شعارهایی بسیار بالاتر از صلاحیت یک وکیل پارلمان را مطرح می‌کردند، و عده‌ای دیگر با شعارهای خود دیگر کاندیدان را محکوم کرده و به تعریف و تمجید از خویش می‌پرداختند یا اشخاصی دیگر عملکردهای دولت را زیر سؤال برده و خود را به عنوان ناجی و تمام‌کننده این مسائل معرفی می‌کردند. نمونه‌ای از این شعارها، داوود سلطان‌زوی بود که اعلام کرده بود وظایفش در مجلس هنوز به پایان نرسیده و باید این وظایف را ختم کند. تنوع بسیار زیادی در شعارها دیده می‌شد. بعضی‌ها شعارهای کوتاه و عادلانه را می‌پسندیدند و برخی دیگر هیچ شعاری نداشتند و تنها به چاپ عکس‌های خود بسنده کرده بودند. حتی یکی از نامزدها عکس و نام خود را هم چاپ نکرده بود و تنها شماره اسم خود را همراه با نشان انتخاباتی‌اش در برگه رأی در پوسترهای چندمتری چاپ کرده‌است و عده‌ای به نوشتن "شعار نمی‌دهم!" بسنده کرده بودند.
برخی دیگر از نامزدها هم شعارهایی را در عکس‌های خود نوشته بودند که قابل فهم نبود و از لحاظ دستور زبان هم مشکل داشت. برای مثال "زبان گویای من، حقیقت رایی شماست" یا "کابل افغانستان، رای در انتخابات، نشسته در پارلمان". نامزد دیگری نیز با شعار خود ورد زبان‌های مردم گشته: او با نام‌خانوادگی «رومان»، برخی از شعارهای خود را به صورت "رای به رومان جای در پارلمان" و "رومان رومان، پارلمان پارلمان" قرارداده است که مضحک مردم شد. عده‌ای از نامزدها در شعارهایشان خود را مدافع حقوق معلمان، ورزشکاران و عده‌ای هم خود را حافظ منافع جوانان خواندند. دولت هیچ واکنشی نسبت به شعارهای تبلیغاتی کاندیدان نشان نداد.

### خشونت‌های پیش از انتخابات

پرچم سازمان ملل متحد

برخی از حوادث و خشونت‌های مهم پیش از انتخابات پارلمانی افغانستان؛
۱ ژوئن ۲۰۱۰تاریخ نهایی انتخابات به ۱۸ سپتامبر ۲۰۱۰ مطابق با ۲۸ شهریور ۱۳۸۹ تصویب شده و مبارزات انتخاباتی رسماً آغاز گردید.
۳۰ ژوئن ۲۰۱۰بنیاد مستقل انتخابات افغانستان اعلام کرد که از آغاز ماه ژوئن، با شروع مبارزات انتخاباتی ۱۱ فرد مرتبط به انتخابات از سوی طالبان کشته شدند.
ژوئیه ۲۰۱۰دو فرد موتور سکلیت سوار طالب، مغازه‌داری در لوگر را به دلیل آویختن عکس یکی از نامزدان در روی ویترین مغازه‌اش کشتند.
۱۰ اوت ۲۰۱۰درگیری‌های سنگینی بین ارتش و طالبان در ولایت لغمان رخ داد که در پی آن ۷ سرباز ارتش و ۱۳ سرباز طالبان کشته شدند.
۱۸ اوت ۲۰۱۰۹۰۰ مرکز رأی‌دهی در سراسر افغانستان به دلایل امنیتی مسدود شد.
۲۳ اوت ۲۰۱۰طالبان پنج نفر از اعضای ستاد انتخاباتی فوزیه گیلانی را ربودند.
۲۹ اوت ۲۰۱۰اجساد کارمندان ربوده شده فوزیه گیلانی در درون یک مخروبه در ولسوالی ادرسکن هرات پیدا شد.
عبدالمنان هاشمی، یکی از نامزدهای انتخابات در ولایت هرات در فاصله میان مسجد و خانه‌اش توسط طالبان هدف حمله قرار گرفت و کشته شد.
۰۲ سپتامبر ۲۰۱۰در پی حمله نیروهای ائتلاف به گردهمایی انتخاباتی ده نفر از کارمندان ستاد انتخاباتی یکی از نامزدان انتخاباتی کشته و خود او زخمی شد.
۰۳ سپتامبر ۲۰۱۰۲۸ نفر وابسته به کمیسیون مستقل انتخابات از سوی طالبان در ولایت بغلان ربوده شدند.
۵ سپتامبر ۲۰۱۰طالبان بیانیه‌ای رسمی را برای برهم زدن نظم انتخاباتی ارائه کردند و قسم یاد کردند که تمامی افرادی که در این انتخابات کار به سهیم هستند در صورت دستگیری از سوی آن‌ها کشته خواهند شد.
۸ سپتامبر ۲۰۱۰به دلایل امنیتی، ۸۱ مرکز رأی‌دهی دیگر در شهر ننگرهار مسدود شد.
۹ سپتامبر ۲۰۱۰سازمان دیدبان حقوق بشر در مورد ناامنی انتخابات ابراز نگرانی کرد.
۱۰ سپتامبر ۲۰۱۰
نور محمد، یکی از اعضای طالبان مسئول برنامه‌های بمب‌های کنار جاده که نقشه‌های مهمی برای انتخابات کشیده بود، از سوی حمله هوایی ناتو به همراه دو فرد دیگر کشته شد.
۱۴ سپتامبر ۲۰۱۰بیش از ۳۰۰۰ برگه‌های جعلی انتخاباتی چاپ و از طریق پاکستان به افغانستان انتقال داده شد. فضل احمد معنوی از کمیسیون انتخابات این خبر را تأیید کرده و وعده مجازات عاملان آن را داد.
۱۵ سپتامبر ۲۰۱۰تظاهراتی خشونت‌آمیز در شهر کابل به هدف اعتراض برای آتش زدن جلدهای قرآن از سوی تری جونز برگزار شده بود. به گفته مقام‌های رسمی هدف اصلی این تظاهرات برهم زدن نظم عامه کشور در هنگام نزدیکی به انتخابات بود، در این تظاهرات نیروهای طالبان نیز شرکت داشتند و به سوی پلیس تیراندازی کردند که با واکنش پلیس روبرو شد. بیش از ۵۰۰ دکان در شهر کابل به دلیل این خشونت‌ها تعطیل شد و ۳ نفر از سوی پلیس کشته و چندین تن زخمی شدند.
۱۶ سپتامبر ۲۰۱۰مبارزات انتخاباتی رسماً پایان یافت و تاریخ انتخابات در ۱۸ سپتامبر معین شد.
۳۰۰ کارمند سازمان ملل متحد برای مدت یک هفته، به منظور مسائل امنیتی انتخابات از افغانستان خارج شدند. تمامی کارمندان دیگر سازمان ملل از گشت و گذار در روزهای انتخابات منع شدند.
سازمان ملل متحد اعلام کرد که به‌طور رسمی، ۲۴۰ حادثه امنیتی در دو ماه پیش از انتخابات اتفاق افتاد.
۱۷ سپتامبر ۲۰۱۰
۸ کارمند کمیسیون انتخابات و ۱۰ نفر از اعضای ستاد انتخاباتی توسط طالبان ربوده شدند.
در اثر حملات ناتو برای بنیاد شکنی طالبان یک روز پیش از شروع انتخابات، یک سرباز ناتو کشته شد و سخنگوی ناتو اعلام کرد که «حلقه تصمیم‌گیری» طالبان در اثر این عملیات از هم پاشیده و منطقه برای ساکنان آن نسبت به گذشته مصون تر شده‌است.
«جمعه گل» فرمانده طالبان در ولسوالی علی‌آباد ولایت کندز به همراه هشت تن دیگر از همدستان خود در شمال افغانستان کشته شد.
بیش از ۳۰۰هزار نیروی مسلح از نیروهای امنیتی افغان به حالت آماده‌باش کامل درآمدند.
وزارت دفاع آمریکا اعلام کرد که سربازان آمریکایی در کار تأمین امنیت انتخابات ۱۸ سپتامبر به نیروهای امنیتی افغان کمک خواهند کرد.
طالبان در مناطق تحت کنترل خویش، اعلامیه‌هایی رسمی را نصب کردند و در آن از مجازات کسانی که در انتخابات شرکت می‌کنند یاد کردند. این اعلامیه‌ها بیشتر روی کشتن تمامی عاملان انتخابات و کسانی که در ان شرکت می‌کنند یاد می‌کند. اولین اعلامیه‌ها در مناطق تحت کنترل طالبان نصب شد و پس از آن تقریباً در سرتاسر کشور پخش شده یا به دیوارها نصب شد. کمیسون مستقل انتخابات و دولت افغانستان این اعلامیه‌ها را نهی کردند و بر نیروهای امنیتی افغانستان تأکید کردند. بسیاری از ریش سفیدان در دهکده‌های دورافتاده و مردم آن اعلام کردند که در انتخابات شرکت نخواهند کرد و جان خود و مردم خود را به خطر نخواهند انداخت.

### وقایع مهم در طول انتخابات
اوایل روزدوصد و هشتاد هزار سرباز ارتش افغانستان در حالت آماده‌باش کامل، در کشور مستقر شدند.
سربازان بین‌المللی اعلام کردند که در صورت نیاز، صدوپنجاه هزار سرباز آن‌ها نیز در خدمت امنیت خواهد بود.
ساعتی پیش از بازشدن مراکزشهر کابل هدف پرتاب موشکی به یکی از مراکز رأی‌دهی از سوی طالبان قرار گرفت. دولت ترجیح داد که از خسارات صحبتی نکند.
سه نفر در ولایت بلخ از سوی طالبان کشته شدند و چهار نفر دیگر زخمی گشتند.
طالبان مسؤلیت ربودن ۲ نامزد انتخاباتی و ۱۸ کارمند کمیسیون انتخابات را تأیید کردند.
ساعت ۷ صبحانتخابات پارلمانی به وقت محلی آغاز شد و شش‌هزار مرکز رأی‌دهی در سراسر افغانستان تحت تدابیر امنیتی ویژه باز شدند.
اوایل صبحوالی قندهار مورد حمله طالبان قرار گرفت و از حمله جان سالم به در برد.
دو مرکز رأی‌دهی در جلال‌آباد مورد حمله قرار گرفتند و نیروهای ارتش افغانستان و نیروهای بین‌المللی در این خشونت‌ها درگیر شدند.
ساعت ۱۱ صبححامد کرزی رئیس‌جمهور افغانستان، تحت تدابیر بسیار ویژه نظامی وارد یکی از مراکز رأی‌دهی شد و در انتخابات شرکت کرد. سپس انگشت رنگ شدهٔ خویش به منظور اطمینان از اینکه رأی داده‌است نشان داد. او با وجود حملات ساعات گذشته، مردم را تشویق به آمدن در مراکز رأی‌دهی کرد و از ارتش مجهز افغانستان و نیروهای پشتیبان بین‌المللی یاد کرد.
دقایقی بعد از این سخنرانی، چندین حملات جدید در ولایت‌های خوست، غزنی و بلخ گزارش شد.
در طول روزسخنگوی دولت جمهوری افغانستان از کشته شدن سه سرباز ارتش و ۱۱ غیرنظامی یاد کردند.
کمیسون مستقل انتخابات اعلام کرد که تنها ۴۰ درصد از واجدین شرایط در انتخابات شرکت کرده‌اند.
گزارش‌های متعددی از تقلب‌های گسترده در انتخابات، منتشر شد.
۲۶ نفر که دارای کارت هویت تقلبی بودند در ولایت هلمند دستگیر شدند و یک مرکز رای‌گیری حاوی برگه‌های رأی تقلبی بسته شد.
ساعت ۴ بعدازظهررأی‌گیری به پایان رسید.
کمیسیون مستقل انتخابات اعلام کرد که نتایج رأی‌گیری در ۲۲ سپتامبر و نتایج نهایی آن در ۳۱ اکتبر ۲۰۱۰ اعلام خواهد شد.
بسیاری از کارشناسان از تقلب‌های گسترده در انتخابات ابراز نگرانی کردند.

## نتیجه
«نتایج نهائی تصدیق شده انتخابات ولسی جرگه سال ۱۳۸۹ افغانستان». کمیسیون مستقل انتخابات افغانستان. دریافت‌شده در ۱۷ فروردین ۱۳۹۳.

## پیوندها به بیرون
- صفحه ویژه بی‌بی‌سی درمورد انتخابات پارلمانی افغانستان بایگانی‌شده  در ۱۸ سپتامبر ۲۰۱۰ توسط Wayback Machine
- بنیاد مستقل انتخابات افغانستان بایگانی‌شده  در ۱ مارس ۲۰۱۶ توسط Wayback Machine